# Заморозка (программное обеспечение)
Замораживание в разработке программного обеспечения (заморозка, англ. freeze) — момент времени, по достижению которого правила внесения изменений в исходный код ужесточаются. Замораживание помогает произвести выпуск (RTM) — обеспечить стадию разработки, для которой характерна стабильность.
Распространённые типы замораживания:
- замораживание функциональных свойств (англ. feature freeze), когда новые возможности не добавляются, а всё внимание переключается на исправление ошибок и тестирование, что позволяет улучшить стабильность программы перед релизом;
- замораживание кода (англ. code freeze)[1] — состояние, при котором не разрешаются никакие изменения исходников; в больших проектах небольшие изменения могут сопровождаться ошибками в работе продукта, замораживание кода предотвращает допущение таких ошибок в последний момент, когда они могут быть незамеченными: код, который продолжительное время стабильно работал, попадает в ближайший выпуск; как правило, происходит перед выпуском релиз-кандидатов;
- замораживание требований и замораживание дизайна могут предшествовать стадии разработки[2].

При разработке программного обеспечения вызванные замораживанием задержки решаются использованием системы управления версиями. Замораживанию подвергается только одна из ветвей (стабильная версия), а новые изменения реализуются в версии для разработчиков.